# Feng Guozhang
Pour les articles homonymes, voir Feng.
Dans ce nom chinois, le nom de famille, Feng, précède le nom personnel Guozhang.
Feng Guozhang (馮國璋, né le 7 janvier 1859 à Hejian et mort le 12 décembre 1919 à Pékin) est un général de l'armée de Beiyang et le président de la république de Chine du 6 août 1917 au 10 octobre 1918.
Il est considéré comme le fondateur de la clique du Zhili, rassemblement de seigneurs de la guerre qui contrôla la majeure partie du Nord de la Chine durant l'époque chaotique des seigneurs de la guerre.

## Jeunesse
Feng Guozhang est né dans une famille paysanne de Hejian au Hebei (alors appelé « Zhili »). Sa famille connaît de grandes difficultés et est contrainte de vendre sa propriété pour éduquer ses fils. Cependant, étant le quatrième fils, Feng ne peut terminer son éducation trop chère. Il devait apparemment vivre en jouant du violon dans des théâtres peu recommandables.

## Début de carrière
Sans autres recours, Feng s'engage dans l'armée, alors en pleine réforme pour créer l'armée de Beiyang de Yuan Shikai. Il a un comportement admirable et est repéré par un commandant de bataillon qui l'envoie à l'académie militaire de Baoding où il se fait des amis et alliés importants qui vont le servir efficacement plus tard. En 1895, Feng est envoyé à Tokyo en tant qu'attaché militaire et est repéré par Yuan Shikai qui l'utilise pour avoir un partisan dans l'armée de Beiyang. Cependant en 1908, lorsque Yuan est contraint de se retirer par des nobles mandchous qui craignent son pouvoir grandissant, Feng s'arrange pour conserver de bonnes relations des deux côtés.
En octobre 1911, après le déclenchement du soulèvement de Wuchang, la cour des Qing l'envoie réprimer ce début de révolution. Feng freine cependant l'avancée de l'armée de Beiyang jusqu'à la restauration au pouvoir de Yuan Shikai, puis reprend Hankou et Hanyang aux révolutionnaires après la bataille de Yangxia (en). Durant l'affrontement, il ordonne de raser Hankou, puis il suit les ordres de Yuan Shikai et stoppe l'avancée Qing à Wuchang. Yuan négocie alors l'abdication de l'empereur Puyi et devient le président provisoire de la nouvelle république de Chine en 1912. Feng suit Yuan dans le nouveau gouvernement et est récompensé de sa contribution à la révolution chinoise de 1911 même s'il a activement réprimé les révolutionnaires.

## Politiques
Feng rompt avec Yuan Shikai lorsque ce dernier tente de s'autoproclamer empereur. Yuan accorde le titre de duc à Feng mais il décline l'offre. Yuan envoie alors un amiral pour assassiner Feng mais l'amiral le prévient, avant d'être lui-même assassiné. Feng se rend alors à Nankin où il rejoint l'opposition anti-Yuan. Son nom est ostensiblement absent de la liste des successeurs désignés dans le testament de Yuan.
Feng devient ensuite vice-président auprès de Li Yuanhong. Durant l'occupation de Pékin par Zhang Xun, Feng est président par intérim, un poste qu'il conserve après la démission de Li.
Il devient président de la république de Chine le 1er août 1917 mais sa constitutionnalité est contestée car l'Assemblée nationale ne s'est pas réunie pour le reconnaitre.
Le 14 août 1917, la Chine entre dans la Première Guerre mondiale du côté des Alliés après l'apparition de preuves que l'Empire allemand avait soutenu le coup d'État de Zhang Xun, ainsi qu'une intense campagne de Duan Qirui. Il envoie 135 000 soldats sur le front de l'Ouest, en Mésopotamie, et en Afrique orientale allemande. Des troupes sont également envoyées en Russie pour soutenir l'intervention alliée pendant la guerre civile russe. Sun Yat-sen crée un gouvernement rival à Guangzhou en septembre 1917 et déclare lui aussi la guerre le même mois dans une tentative ratée d'obtenir la reconnaissance internationale. Feng désire une solution pacifique à ce conflit Nord-Sud, interne à la Chine, qui mène Duan à démissionner pour protester. En raison des pressions exercées par le clique d'Anhui, Feng ramène Duan au poste de Premier ministre.
Feng termine le mandat de cinq ans commencé par Yuan en 1913 le 10 octobre 1918 et meurt de maladie à Pékin l'année suivante.

## Sources
- (en) Jack Gray, Rebellions and Revolutions : China from the 1800s to 2000, New York, Oxford University Press, 2002, 493 p. (ISBN 978-0-19-870069-2, lire en ligne), p. 168–171.